# Super-Mac och Bullen
Super-Mac och Bullen (Hot-Shot Hamish and Mighty Mouse i original), brittisk fotbollsserie av Fred Baker och Julio Schiaffino (1936-2016) som bildades på 1980-talet genom en hopslagning av serierna Super-Mac och Bullen. Serien har publicerats på svenska i Buster, Center-Serien och Barracuda.